# 最首悟
最首 悟（さいしゅ さとる、1936年〈昭和11年〉 - ）は、日本の生物学者、社会学者、社会・思想評論家、思想家。和光大学名誉教授。
元全共闘活動家。和光大学人間関係学部教授（環境哲学）、人間関係学部学部長を経て名誉教授。ほか駿台予備学校論文科講師。NPOのオルタナティブ大学であるシューレ大学アドバイザーを務める。
神奈川県横浜市在住。（※2020年1月現在）

## 略歴
福島県生まれ、千葉県育ち。国民学校では病気で３年の長期欠席を経験している。
1959年（昭和34年）  千葉県立国府台高等学校を経て東京大学理科1類入学。1960年（昭和35年）  ブント同盟員になるも「1日ブント」と呼ばれる。1962年（昭和37年）  大学管理法反対闘争参加。
1963年（昭和38年）  理学部生物学科（動物学専攻）卒業。東京大学大学院理学系研究科 に進学するが、「カンヅメ行動」により停学処分。1965年（昭和40年）  「ベトナム反戦会議」結成に参加。1967年（昭和42年）  東京大学大学院理学系研究科動物学専攻博士課程中退。
1967年（昭和42年）から1994年（平成6年）  東京大学教養学部助手を27年間務める。その間の1968年（昭和43年）  「東大助手共闘会議」結成に参加。1969年（昭和44年）  「東大安田講堂事件」で逮捕。
1997年（平成9年）  障害者作業所「カプカプ」（横浜市旭区）運営委員長。
2001年（平成13年）  恵泉女学園大学人間環境学科特任教授。2002年（平成14年）  和光大学人間関係学部人間関係学科教授。
2007年（平成19年）  和光大学名誉教授。
2018年（平成30年）  駿台創立100周年功労者表彰

## 著書

### 大学受験参考書
- 『お医者さんになろう　医学部への小論文』駿台文庫〈駿台受験シリーズ〉、2001年12月。ISBN 978-4-7961-1571-1。
- 勝田耕史、大原正幸・船岡富有子 共著『お医者さんになろう　医学部への英語』駿台文庫〈駿台受験シリーズ〉、2002年10月。ISBN 978-4-7961-1047-1。
- 駿台予備学校 編『大学入試完全攻略シリーズ 東京大学 理科 後期日程』駿台文庫、年次版。 など - 通称、青本。総合科目Iの「出題分析と合格作戦」「解答・解説」執筆。

### 評論集

#### 単著
- 『生あるものは皆この海に染まり』新曜社、1984年11月。
- 『明日もまた今日のごとく』どうぶつ社〈自然誌選書〉、1988年4月。ISBN 4-88622-241-2。
- 『水俣の海底から　「終われない水俣展」講演集』京都・水俣病を告発する会、1991年5月。
- 『半生の思想』河合文化教育研究所〈河合ブックレット 21〉、1991年9月。ISBN 4-87999-920-2。 - 解説：大門卓。
- 『星子が居る　言葉なく語りかける重複障害の娘との20年』世織書房、1998年5月。ISBN 4-906388-65-5。
- 『「痞(ひ)」という病いからの　水俣誌々 パート2』どうぶつ社、2010年3月。ISBN 978-4-88622-343-2。

#### 共著・編著・共編著
- 最首悟 編『山本義隆潜行記』講談社、1969年。
- 最首悟 編『出月私記　浜元二徳語り』新曜社〈水俣＝語りつぎ 3〉、1989年9月。
- 最首悟、盛口, 襄、山口, 幸 編『理科を変える、学校が変わる　総合学習の創造　ハードパスからソフトパスへ』七つ森書館、2001年12月。ISBN 4-8228-0150-0。
- 丹波博紀 共編 編『水俣五〇年　ひろがる「水俣」の思い』作品社、2007年12月。ISBN 978-4-86182-165-3。

### 寄稿論文・関連記事など
- 最首悟、小野田襄二 著「黒田寛一」、現代の眼編集部 編『戦後思想家論』現代評論社、1971年。 - 『現代の眼』1970年8月号の特集「戦後とは何かー思想家論による試み」を中心にまとめたもの。
- 色川大吉 編『水俣の啓示　不知火海総合調査報告』 上、筑摩書房、1983年3月。
  - 「不知火海漁業の移り変わりー芦北郡女島の巾着網漁について」
  - 「市井論文への反論」
- 最首悟 著「孤立有援ともいうべき事態」、滝沢克己追悼記念論文集発行委員会 編『滝沢克己　人と思想』新教出版社、1986年6月。
- 最首悟「『ホントウとは何か』予備校で考える」『ザ・予備校』第三書館、1986年、200-205頁。
- 駿台教育研究所 編（編）「特集「教育変革と新しい予備校像」」『駿台フォーラム』第19号、駿河台学園駿台予備学校、2001年、ISSN 0289-5579。
  - 「〈予備〉の持続と変容」
  - 船岡富有子「医系英語論文マルチプレックスについて」
- 最首悟 著「ケアの淵源」、川本隆史 編『ケアの社会倫理学　医療・看護・介護・教育をつなぐ』有斐閣〈有斐閣選書〉、2005年8月。ISBN 4-641-28097-5。
- 最首悟 著「公害 問われた個人の倫理」、毎日新聞社 編『1968年に日本と世界で起こったこと』毎日新聞社、2009年6月。ISBN 978-4-620-31933-9。
- 高草木光一 編『「いのち」から現代世界を考える　連続講義』岩波書店、2009年6月。ISBN 978-4-00-022171-9。
  - 最首悟 述「揺らぎのなかの「いのち」 「いのち」の軽さ」
  - 最首悟・立岩真也 述「対論」
  - 最首悟・島薗進・山口研一郎・高草木光一 述「われわれはいまどんな時代に生きているのか」
- 最首悟 著「いのちへの作法」、山口研一郎 編著 編『生命（いのち）　人体リサイクル時代を迎えて』緑風出版、2010年12月。ISBN 978-4-8461-1014-7。
- 最首悟 述 著「「わからなさ」をもち続ける」、春原憲一郎 編著 編『わからないことは希望なのだ　新たな文化を切り拓く15人との対話』アルク、2010年1月。ISBN 978-4-7574-1839-4。
- 最首悟 述 著「東大闘争と学生運動」、高草木光一 編『一九六〇年代未来へつづく思想　連続講義』岩波書店、2011年2月。ISBN 978-4-00-023699-7。
- 最首悟「いのちはいのち」『石牟礼道子　魂の言葉、いのちの海』河出書房新社〈KAWADE道の手帖〉、2013年4月。ISBN 978-4-309-74049-2。
- 高草木光一 編『思想としての「医学概論」　いま「いのち」とどう向き合うか』佐藤純一・山口研一郎・最首悟 執筆、岩波書店、2013年2月。ISBN 978-4-00-025878-4。
  - 最首悟 執筆「「いのち」から医学・医療を考える」
  - 最首悟・佐藤純一・山口研一郎・高草木光一 述「「医学概論」の射程」